# Ultra Mono
Ultra Mono è il terzo album in studio del gruppo musicale britannico Idles, pubblicato nel 2020.

## Tracce
1. War – 3:07
2. Grounds – 3:08
3. Mr. Motivator – 3:16
4. Anxiety – 2:59
5. Kill Them With Kindness – 3:49
6. Model Village – 3:55
7. Ne Touche Pas Moi – 2:34
8. Carcinogenic – 3:50
9. Reigns – 4:02
10. The Lover – 3:17
11. A Hymn – 5:19
12. Danke – 3:34

## Formazione
Idles
- Joe Talbot - voce
- Mark Bowen - chitarra
- Lee Kiernan - chitarra
- Adam Devonshire - basso, cori
- Jon Beavis - batteria

Altri musicisti
- Jehnny Beth – voce (traccia 7)
- Jamie Cullum – piano (5)
- Warren Ellis - cori (2)
- Colin Webster – sassofono (1-3, 9-10)
- David Yow – cori (1, 4, 10)